# Långvik, Kyrkslätt
Långvik är en liten by i Kyrkslätt i det finländska landskapet Nyland. Byn ligger nära Esbo vid havets strand. År 2011 fanns det 954 invånare i Långvik som består av huvudsakligen egnahemshus. Till byns tjänster hör bland annat en privat småbåtshamn, en liten kiosk och Långviks badhotell (stängd). Det finns 96 rum i hotellet, spa, samlingslokaler och en restaurang.
Långvik ligger cirka 10 kilometer från Kyrkslätts centrum.